# Condado de Ottawa (Kansas)
El condado de Ottawa (en inglés: Ottawa County), fundado en 1860, es uno de 105 condados del estado estadounidense de Kansas. En el año 2005, el condado tenía una población de 6,123 habitantes y una densidad poblacional de 3 personas por km². La sede del condado es Minneapolis. El condado recibe su nombre en honor a la tribu Ottawa. 

## Geografía
Según la Oficina del Censo, el condado tiene un área total de 1870 km² (722 mi²), de la cual 1868 km² (721,2 mi²) es tierra y 2 km² (0,772200772201 mi²) (0.11%) es agua.

### Condados adyacentes
- Condado de Cloud (norte)
- Condado de Clay (noreste)
- Condado de Dickinson (sureste)
- Condado de Saline (sur)
- Condado de Lincoln (oeste)
- Condado de Mitchell (noroeste)

## Demografía
Según la Oficina del Censo en 2000, los ingresos medios por hogar en el condado eran de $38,009, y los ingresos medios por familia eran $46,033. Los hombres tenían unos ingresos medios de $30,761 frente a los $21,380 para las mujeres. La renta per cápita para el condado era de $17,663. Alrededor del 8.60% de la población estaban por debajo del umbral de pobreza.

## Transporte

### Autopistas principales
- Ruta Estatal de Kansas 18
- Ruta Estatal de Kansas 41
- Ruta Estatal de Kansas 106

## Localidades
Población estimada en 2004;
- Minneapolis, 2,037 (sede)
- Bennington, 618
- Delphos, 456
- Tescott, 336
- Culver, 167

### Municipios
El condado de Ottawa está dividido entre 20 municipios. El condado tiene a Minneapolis como una ciudad independiente a nivel de gobierno, y todos los datos de población para el censo e las ciudades son incluidas en el municipio.

## Educación

### Distritos escolares
- North Ottawa County USD 239
- Twin Valley USD 240